# Raffaello (1965)
El Raffaello fue un transatlántico italiano construido a comienzos de la década de 1960 para la compañía naviera conocida como Italian Line, en el astillero Cantieri Riuniti dell'Adriatico, en Trieste. Fue uno de los últimos barcos en ser construido principalmente para dar servicio en las rutas transoceánicas en el Atlántico Norte. Tenía un barco hermano, el Michelangelo.